# لزلی یلولس
لزلی یلولس (انگلیسی: Lesley Yellowlees؛ زاده ۱۹۵۳ (۷۱–۷۲ سال)) یک دانشمند و شیمیدان معدنی بریتانیایی است که در زمینه طیف الکتروشیمی، واکنش‌های انتقال الکترون و تشدید پارامغناطیسی الکترون (EPR) تحقیق می‌کند. یلولس همچنین به عنوان رئیس انجمن سلطنتی شیمی ۲۰۱۲–۲۰۱۴ انتخاب شد و اولین زنی بود که این نقش را بر عهده گرفت.